# Blogosféra
Blogosféra je označení pro prostor obsahující všechny blogy a jejich vzájemná propojení. Tento pojem implikuje, že blogy existují pospolu jako jedna propojená komunita (nebo skupina propojených komunit), či sociální síť, ve které může každý autor zveřejňovat své názory nebo příspěvky.

## Historie pojmu blogosféra
Pojem blogosphere byl v anglickém jazyce vytvořen původně jako vtip 10. září roku 1999 Bradem L. Grahamem. Tento pojem byl později znovu použit v roce 2002 Williamem Quickem a následně rychle přijat warblog komunitou.
Pojem blogosféra vznikl neformálním převzetím původního anglického slova a slouží pro označení světa blogů. Při definování blogosféry můžeme narazit na mnoho definic. Zatímco sociolog a publicista Vojtěch Bednář označil blogosféru jako “abstraktní část internetu obsahující deníčky”, vědec Jan Schmidt blogosféru považuje za sdruženou síť propojených textů.
Navzdory původně humornému záměru tohoto pojmu ho CNN, BBC a National Public Radio několikrát použily při průzkumu veřejného mínění ve svých programech Morning Edition, Day To Day a All Things Considered. Mnoho médií začalo v posledních letech používat blogosféru jako měřítko při zkoumání veřejného mínění. Blogosféra byla také citována jak v akademických, tak neakademických publikacích jako důkaz při prokazování zvedající se, nebo klesající odolnosti vůči globalizaci, únavě z voleb a mnohým jiným fenoménům.

## Rozšíření

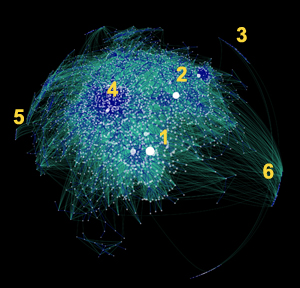
Mapa blogosféry, jak ji popisuje DISCOVER Magazine.

Pro růst blogosféry byla zásadní společnost Pyra Labs, kterou spoluzaložili Evan Williams a Meg Hourihan v roce 1999. Dřívější blogy musely být ručně kódovány. To znamenalo, že předpokladem pro tvorbu blogů byla velká znalost HTML jazyků a serverových technologií. V srpnu 1999 vytvořila společnost Pyra Labs službu Blogger, což byla blogovací aplikace, která umožňovala publikovat blogy snadno bez znalostí o značkovacích jazycích nebo webových serverech. Předpokládá se, že před vznikem služby Blogger neexistovalo více než 100 blogů.
V Česku byl prvním blogovacím systémem “Bloguje.cz”. Byl spuštěn v roce 2003 a jeho programátorem byl Martin Malý, vystupující pod přezdívkou Arthur Dent. Během prvního roku přilákal tento systém zhruba dva tisíce blogerů.

### Mapování blogosféry
DISCOVER Magazine popsal šest hlavních center dění blogosféry. Zatímco body 1 a 2 představují samostatné vlivné blogy, bod 3 je názorným příkladem "blogového ostrova", kde samostatné blogy jsou silně propojeny v rámci dílčí komunity, ale chybí jim mnoho vazeb na širší blogosféru. Bod 4 popisuje sociopolitický druh blogů, ve kterém vazby demonstrují neustálý dialog mezi blogery, kteří píší o stejném zájmu. Bod 5 představuje izolovanou subkomunitu blogů věnovanou světu pornografie. Nakonec bod 6 reprezentuje komunitu milovníků sportů, kteří se do značné míry oddělili od zbytku blogosféry, ale přesto se jim daří napojovat se na blogy s vyšší návštěvností směrem ke středu blogosféry.

## Technologické a sociální aspekty blogosféry
Blogy, původně používané jako osobní deníky či zápisníky, se staly také respektovanou platformou pro názory a sdělení profesionálů, vědců a výzkumníků. Technologie blogu může totiž sloužit k organizaci informací různého charakteru. Blogosféra zároveň funguje jako digitální úložiště vzájemně propojených dat. Blog je ve skutečnosti praktický redakční systém umožňující efektivní organizaci původně nelineárně vkládaných informací a vytváří z nich strukturovanou, dobře prohledávatelnou databázi.
Blogosféra vytváří spojení s podobně smýšlejícími lidmi. Lze zde sdílet své nápady a zkušenosti s ostatními lidmi, kteří mají podobné zájmy. To pomáhá budovat komunitu a spojení mezi uživateli. Fungování komunity je rovněž podporované prostřednictvím komentářů, které pobízejí čtenáře ke komunikaci s autorem a ostatními čtenáři.
Vytváření těchto konverzací vede ke konstruktivním dialogům. To přispívá ke vzdělávání a informování čtenářů o různých pohledech a nápadech. Blogosféra je rovněž místem pro sdílení názorů, což podporuje jedince v sebevyjadřování.

## Rozdělení blogů
Jedním z hlavních kritérií, podle kterých se mohou blogy dělit, je jejich téma. Blogosféra je tak rozdělená do komunit podle tematického zaměření. Existují například: beauty blogy, travel blogy, food blogy, blogy o zdraví, blogy o módě, zpravodajské blogy, politicky zaměřené blogy a jiné.
Blogy lze z hlediska podmínek tvorby a profesionality dělit na osobní, profesní, firemní nebo blogy organizací.
Z pohledu aktivity je blogy možné rozdělit na aktivní a neaktivní, kdy aktivní jsou aktualizovány alespoň jednou za čtrnáct dní.